# Franz Vranitzky

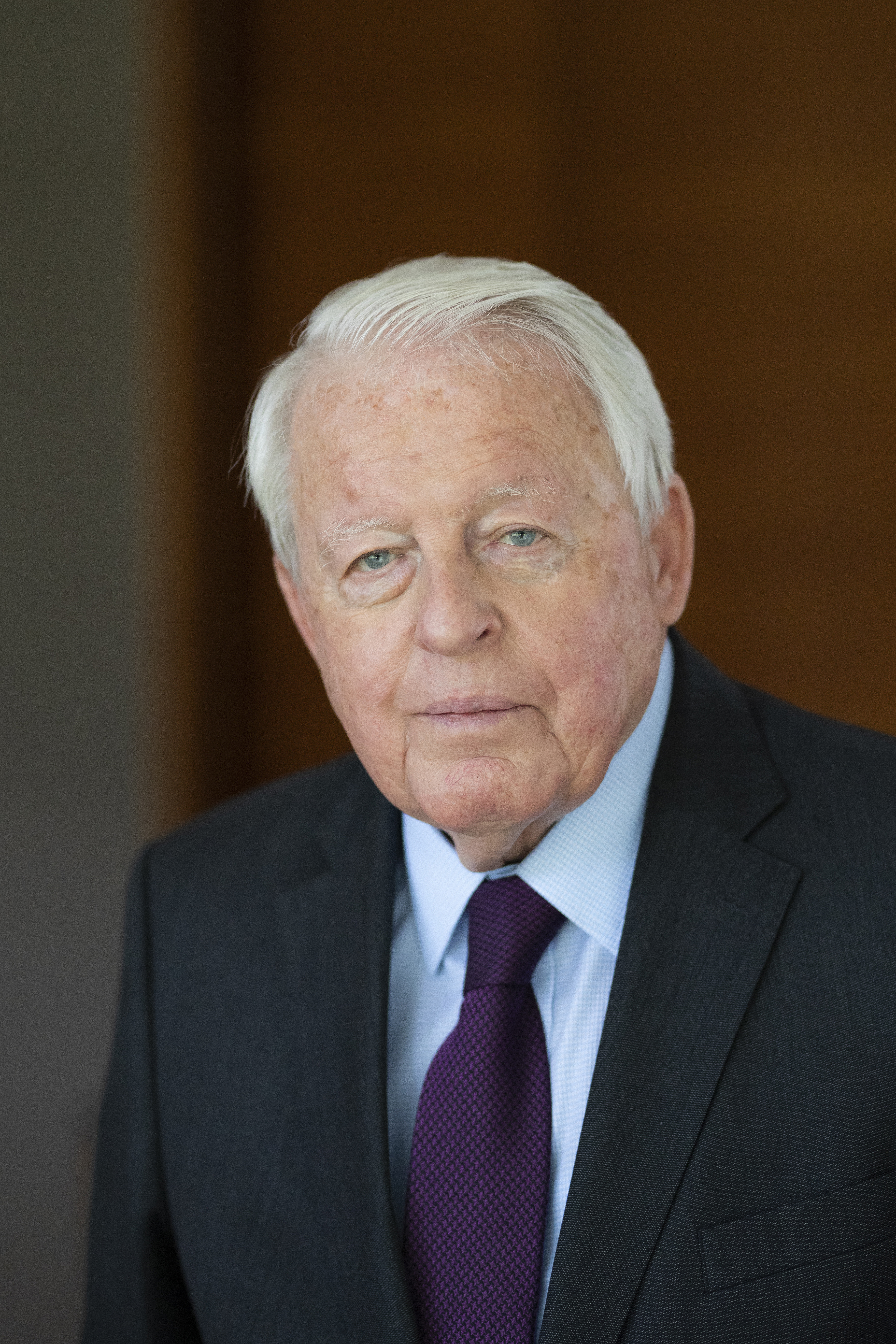
Franz Vranitzky (2020)

Franz Vranitzky (* 4. Oktober 1937 in Wien) ist ein ehemaliger österreichischer Politiker. Er war von Juni 1986 bis Jänner 1997 österreichischer Bundeskanzler und von 1988 bis 1997 Bundesparteivorsitzender der SPÖ.

## Leben und Laufbahn
Als Sohn eines Eisengießers wuchs Franz Vranitzky mit einer Schwester in einfachen Verhältnissen im Arbeitermilieu auf. Die Familie wohnte im 17. Wiener Gemeindebezirk Hernals. Er besuchte das Hernalser Gymnasium Geblergasse und studierte im Anschluss an der Hochschule für Welthandel in Wien Betriebswirtschaft. Während des Studiums arbeitete er als Nachhilfelehrer für Latein und Englisch und als Hilfsarbeiter am Bau. 1960 schloss er das Studium als Diplomkaufmann ab. Seit 1962 ist er Mitglied der SPÖ. Vranitzky war Mitglied der österreichischen Basketballnationalmannschaft, für die er 42 Spiele absolvierte.
1962 heiratete Vranitzky Christine, geb. Kristen. Aus der Ehe gingen zwei Kinder, Sohn Robert und Tochter Claudia, hervor.
Seine berufliche Laufbahn begann er 1961 in den Siemens-Schuckertwerken. Noch im selben Jahr wechselte er in die Oesterreichische Nationalbank. 1969 promovierte er zum Doktor der Handelswissenschaften. 1970 wurde er wirtschafts- und finanzpolitischer Berater von Finanzminister Hannes Androsch in der Regierung von Bundeskanzler Bruno Kreisky.
Ab 1976 war Vranitzky in leitender Funktion in verschiedenen österreichischen Banken beschäftigt (1976–1981: stellvertretender Generaldirektor der Creditanstalt-Bankverein, 1981: Generaldirektor der CA-BV und stellvertretender Generaldirektor der Österreichischen Länderbank, 1981–1984: Generaldirektor und Vorstandsmitglied der Österr. Länderbank), bis Bundeskanzler Fred Sinowatz ihn 1984 als Finanzminister in die Regierung berief. In diesem Zusammenhang kam es zu öffentlicher Kritik an den Mehrfachabfertigungen für seine früheren Funktionen in staatsnahen Unternehmen.
Während des Wahlkampfs zur Bundespräsidentenwahl trat Bundeskanzler Sinowatz vehement gegen den Kandidaten der ÖVP, Kurt Waldheim, auf. Als Waldheim am 8. Juni gewählt wurde, trat Sinowatz infolge der Geschehnisse der so genannten „Waldheim-Affäre“ zurück und empfahl Vranitzky als seinen Nachfolger.

### Als Bundeskanzler

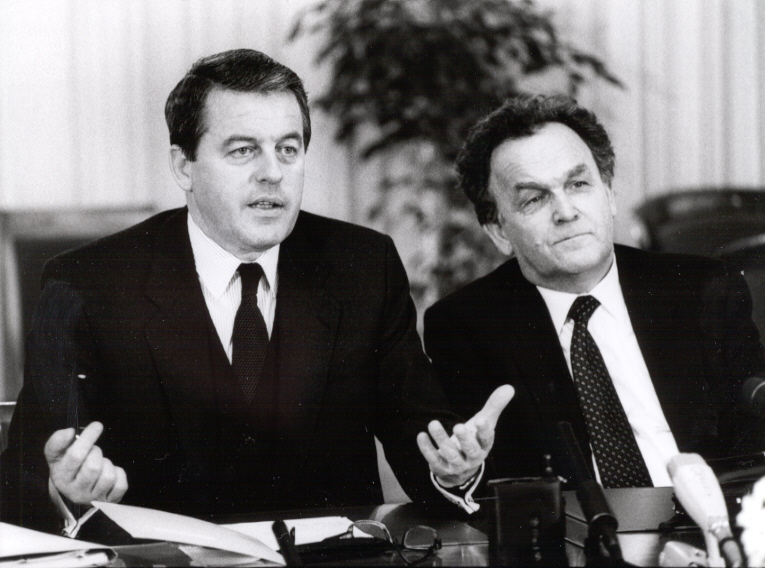
Franz Vranitzky 1988 als Bundeskanzler neben dem Schweizer Bundespräsidenten Otto Stich

Vranitzky setzte nach seiner Ernennung zum Bundeskanzler durch Bundespräsident Rudolf Kirchschläger am 16. Juni 1986 zunächst die Koalitionsregierung (Kabinett Vranitzky I) mit der FPÖ fort.
Als am 13. September 1986 Jörg Haider mit Hilfe des deutschnationalen Flügels der Partei an Stelle des gemäßigten Norbert Steger zum Bundesparteiobmann der FPÖ gewählt wurde (Steger war es seit 1980 gewesen), beendete Vranitzky die Koalition am 14. September und der Nationalrat wurde aufgelöst.
Aus den folgenden Nationalratswahlen am 23. November 1986 ging die SPÖ wieder als stärkste Partei hervor und Vranitzky bildete 1987 ein neues Koalitionskabinett mit der ÖVP als Koalitionspartner (Kabinett Vranitzky II). Im Frühjahr 1988 kündigte der einstige Bundeskanzler Sinowatz seinen Rücktritt als Parteiobmann an und im Mai 1988 wählten die Delegierten des SPÖ-Parteitags Vranitzky zum neuen Obmann der Regierungspartei.
Außenpolitisch sah er sich mit der andauernden Diskussion um die Kriegsvergangenheit des Bundespräsidenten Kurt Waldheim und der daraus resultierenden internationalen Isolation Österreichs konfrontiert. So übernahm er im Ausland auch wiederholt Repräsentationsaufgaben, die ansonsten dem Bundespräsidenten zugefallen wären. Es gelang ihm, das Verhältnis sowohl zu den USA, die Waldheim im April 1987 auf die „watch list“ gesetzt hatten, wie auch zu Israel, das seinen Botschafter nach der Wahl Waldheims abgezogen hatte, zu normalisieren.
Innenpolitisch achtete er darauf, Abstand zu Jörg Haider und dessen Politik zu wahren, was von diesem als „Ausgrenzung“ beklagt wurde.

Bemerkenswert war Vranitzkys Rede vor dem Nationalrat am 8. Juli 1991. Darin relativierte er nicht nur die bis dahin auch von offizieller Seite hochgehaltene „Opferthese“, wonach Österreich erstes Opfer der Machtentfaltung des Deutschen Reiches unter Adolf Hitler gewesen sei (siehe auch Anschluss Österreichs), sondern bekannte auch die Mitschuld der Österreicher am Zweiten Weltkrieg und dessen Folgen:
„Es gibt eine Mitverantwortung für das Leid, das zwar nicht Österreich als Staat, wohl aber Bürger dieses Landes über andere Menschen und Völker gebracht haben.“
„Wir bekennen uns zu allen Taten unserer Geschichte und zu den Taten aller Teile unseres Volkes, zu den guten wie zu den bösen; und so wie wir die guten für uns in Anspruch nehmen, haben wir uns für die bösen zu entschuldigen – bei den Überlebenden und bei den Nachkommen der Toten.“
Schwerpunkte seiner Außenpolitik waren, insbesondere nach dem Zusammenbruch des „Ostblocks“, die Intensivierung der Kontakte mit den osteuropäischen Staaten sowie die Vorbereitung und Durchführung des Beitritts Österreichs zur Europäischen Union, wobei er eng mit dem damaligen Außenminister und Vizekanzler Alois Mock (ÖVP) zusammenarbeitete. Nach der Volksabstimmung am 12. Juni 1994, bei der sich 66,64 % der Österreicher dafür aussprachen, erfolgte am 1. Jänner 1995 der Beitritt Österreichs zur Europäischen Union. Nachdem die Regierungskoalition (Kabinett Vranitzky IV) Ende 1995 auseinandergebrochen war, kam es zu vorgezogenen Neuwahlen. Erneut ging die SPÖ als stimmenstärkste Partei aus der Wahl hervor. Im März 1996 wurde das Kabinett Vranitzky V angelobt, eine weitere Koalitionsregierung mit der ÖVP unter Führung Wolfgang Schüssels, der bereits den vorhergehenden Koalitionsregierungen seit 1989 als Wirtschaftsminister und seit Mai 1995 als Vizekanzler und Außenminister angehört hatte.
Am 18. Jänner 1997 trat Vranitzky als Bundeskanzler und auch als Bundesparteivorsitzender zurück. Sein Nachfolger in beiden Ämtern wurde Viktor Klima.

### Tätigkeiten ab 1997

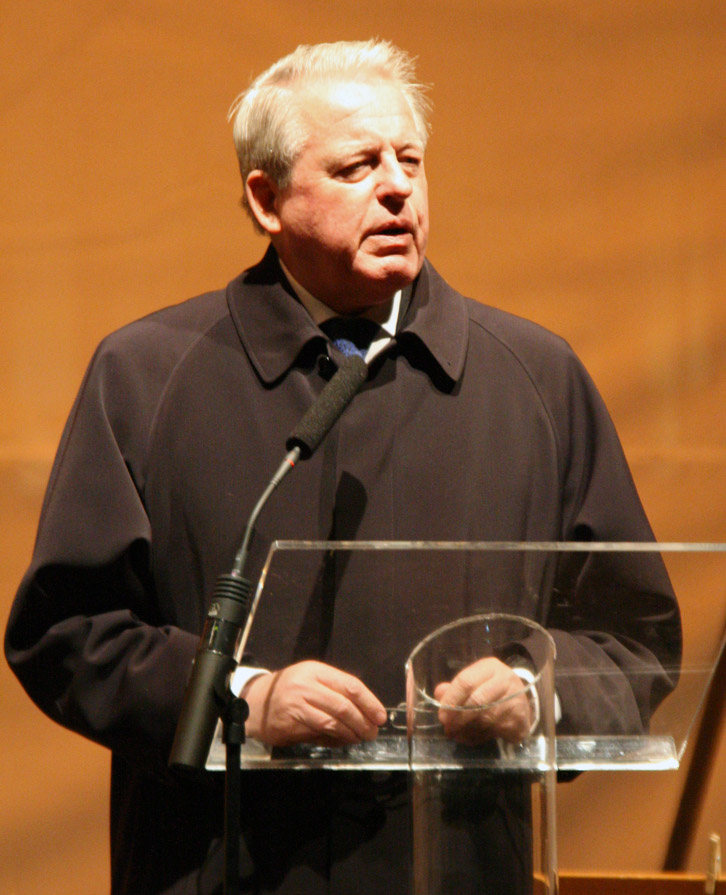
Vranitzky während einer Rede zum 70. Jahrestag des „Anschlusses“ (12. März 2008)

Nach dem Ausscheiden aus der österreichischen Politik wurde er zunächst von März bis Oktober 1997 OSZE-Sonderbeauftragter für Albanien.
Danach kehrte Vranitzky wieder ins Bankwesen zurück und wurde politischer Konsulent der WestLB. Im Dezember desselben Jahres wurde er Aufsichtsratsmitglied in Frank Stronachs Konzern Magna International. Weiters ist Franz Vranitzky Aufsichtsratsmitglied der TUI AG und Aufsichtsratsvorsitzender der Magic Life der Club International Hotelbetriebs GmbH.
Im Juni 2005 spendete er seiner an chronischem Nierenversagen leidenden Ehefrau Christine eine seiner Nieren.
2006 fungierte er im Zuge des Nationalratswahlkampfes als Vorsitzender des Personenkomitees für den SPÖ-Spitzenkandidaten Alfred Gusenbauer.
Seiner eigenen Partei steht Vranitzky gegenwärtig für mehrere Tätigkeiten zur Verfügung, u. a. im Rahmen der vierteljährlich stattfindenden von der Arbeitsgemeinschaft für wissenschaftliche Wirtschaftspolitik (WIWIPOL) organisierten „Vranitzky-Kolloquien“, in denen er gemeinsam mit geladenen Prominenten aus Wissenschaft, Kultur und Politik wirtschaftspolitische Themen mit Zukunftspotenzial für Österreich und Europa identifiziert und bespricht.
Seit 1. Juni 2010 ist Vranitzky Vize-Vorsitzender des InterAction Council, einer 1983 vom ehemaligen japanischen Premierminister Takeo Fukuda gegründeten Denkfabrik früherer Staats- und Regierungschefs, die sich der internationalen Zusammenarbeit in den Bereichen Frieden und Sicherheit, Weltwirtschaft sowie Entwicklung und Umwelt widmet.
Ende November 2022 wurde Vranitzky von der SPÖ-Abgeordneten Gabriele Heinisch-Hosek fälschlicherweise für tot erklärt, da sie einer Falschmeldung auf Twitter aufgesessen war. Der Sozialausschuss des österreichischen Nationalrates hielt daraufhin eine Schweigeminute für ihn ab. Das Bruno Kreisky Forum stellte klar, dass Vranitzky weiterhin am Leben sei.

## Kritik
Kurz vor der Nationalratswahl in Österreich 2006 wurde eine Aussage des Investmentbankers Wolfgang Flöttl veröffentlicht, die er am Rande einer Befragung zu seiner früheren Tätigkeit für die BAWAG P.S.K. und seine Verwicklung in den BAWAG-Skandal getätigt hatte. Demnach hatte er Vranitzky im Jahr 1999 eine Million Schilling (ca. 72.000 EUR) für telefonische Beratungsleistungen bezahlt. Vranitzky bestätigte die Zahlung, die für Beratungen zur damals bevorstehenden Euro-Einführung erfolgt sei. Im Rahmen des Banken-Untersuchungsausschusses des Nationalrats im Jahr 2007 sagte Flöttl im Mai 2007 aus, dass er diese Zahlung zwar auf Druck des damaligen BAWAG-Generaldirektors Helmut Elsner und ohne schriftlichen Vertrag getätigt, dafür aber keine Gegenleistung verlangt habe. Von Seiten der politischen Gegner wurde unterstellt, diese Zahlung sei eine „indirekte Parteifinanzierung“ der SPÖ gewesen, was Vranitzky zurückwies.

## Auszeichnungen und Ehrungen (Auszug)
- 1987: Großes Goldenes Ehrenzeichen am Bande für Verdienste um die Republik Österreich[11]
- 4. Juni 1991: Bayerischer Verdienstorden
- 27. Jänner 1993: Großkreuz des Verdienstordens der Italienischen Republik
- 9. Juni 1993: Ehrendoktor der Hebräischen Universität von Jerusalem für „seine mutigen Äußerungen über die Mitschuld Österreichs an den Nazi-Verbrechen“.
- 25. Mai 1995: Internationaler Karlspreis der Stadt Aachen, in „Würdigung seines langjährigen, unbeirrten Einsatzes für die Stärkung Europas, insbesondere für die Anbindung der Regionen Osteuropas an die Europäische Union“.
- 1995: Großes Goldenes Ehrenzeichen für Verdienste um das Land Wien mit dem Stern
- 1995: Großkreuz des Ordens de Isabel la Católica
- 1996: Großkreuz des Verdienstordens der Republik Ungarn
- 2000: Orden des Fürsten Jaroslaw des Weisen (IV. Klasse)
- 2004: Orden der Freundschaft (Kasachstan)
- 2005: Tiroler Adler-Orden
- 10. November 2005: Goldene Medaille der jüdischen Loge B’nai B’rith für „sein Engagement bei der Aufarbeitung der Geschichte Österreichs seit 1945 und für seine engen Beziehungen zur jüdischen Gemeinschaft“.
- 22. Oktober 2001 wurde ihm von der privaten IMADEC University die Ehrendoktorwürde verliehen. Eine spätere Gerichtsentscheidung erklärte die Titelvergaben dieser Universität für unrechtmäßig.
- Im Wintersemester 2008 begründete die Universität Wien den Franz Vranitzky-Chair for European Studies als Stiftungsprofessur zur Würdigung der Verdienste des Altbundeskanzlers für ein vereintes Europa und zur besseren Verankerung der Europäischen Studien auf hohem akademischen Niveau in Österreich. Zum ersten Lehrstuhlinhaber der jährlich wechselnden Professur wurde der deutsche Historiker Lutz Niethammer bestellt.
- 2014: Orden des Weißen Löwen
- 2017: Komtur der Ehrenlegion
- 2017: Ehrenbürger von Wien[12]